# Ługi Apuszkiny
Ługi Apuszkiny (ros. Луги Апушкины) – wieś (dieriewnia) w Rosji, w obwodzie orłowskim, w rejonie liwieńskim. W 2010 liczyła 56 mieszkańców.